# 五大连池火山群
五大连池火山群指位于中國黑龙江省五大连池市的五大连池风景区中的14座新老期火山，喷发期间隔200多万年，历经7次喷发，最有名的黑龙山、火烧山、东焦得布山和西焦得布山。